# San Pedro Mártir (Oaxaca)
San Pedro Martir es el nombre de una localidad del Estado de Oaxaca, en México. Es la cabecera del municipio de San Pedro Mártir.